# 修女

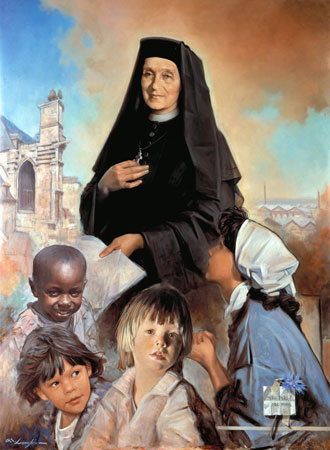
通常的修女 - 蕾欧妮·阿维亚特 (Leonie Aviat) 画作

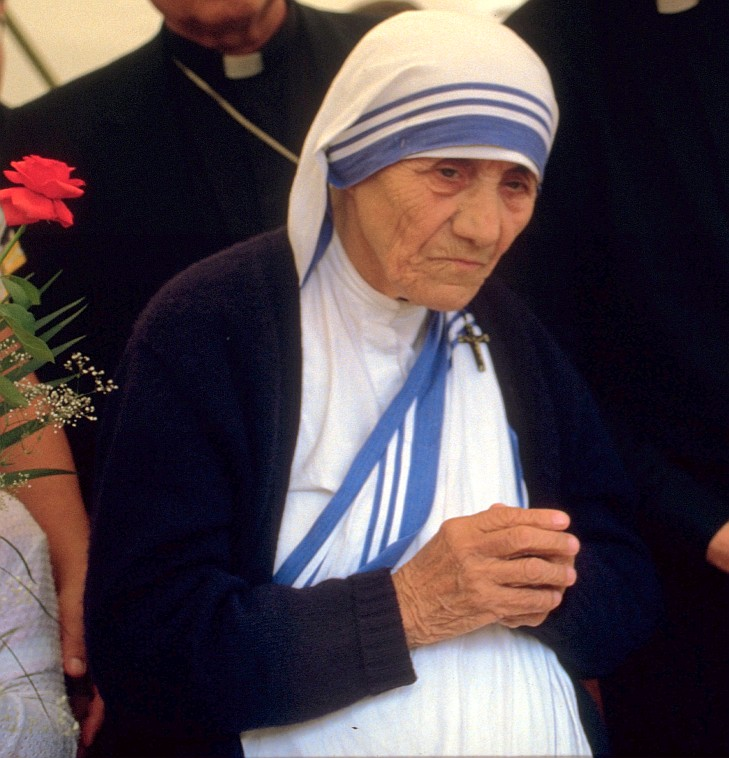
德蕾莎修女 (Mother Teresa)，当代知名修女，获1979年诺贝尔和平奖

修女（英語：Nun），是天主教、東正教、聖公會以及信義宗的女性修道人員，必须三起誓（即神貧、貞潔、服從），每个誓願有对应的恩赐。修女是要出離世俗进入修会生活，又可稱之為「獻身生活」。修女潛心侍奉天主，她們修道的形式包括：隱修、獨修、傳教、参加教会教育工作，以及协助神父进行堂區(地方教堂)的工作等。英语中修女称谓是 Sister，修院長則稱 Mother，其后加上聖名；西班牙语等中也是如此。在中国有些地区，修女会被称为“姆姆”、“嬷嬷”或“贞女”。
成为修女的修行在受洗5年以上才可提出申請。加入修會或修道院，第一阶段是望会期，半年到两年的生活考核，此后双方都能决定是否继续进行灵修；如果顺利通过，便成为见习修女，会授予改动过表示见习身份的修女服，进行一至两年的初学期修行；完成后，见习修女能为初願、複願做誓，此为暂愿期。暂愿期最短3年，最长6年，再提交申请終身願，表示自己對天主的獻身。在誓發終身願後，便是嫁给了天主，即終身不再結婚。成为正式修女时也会有剪发礼，当今多数修会只进行象征性的剪发礼。修女服飾因每个修會、修道院不同，其修女的服裝也有不同。例如修女所佩戴的腰飾，有部份是繩子、有部份是皮帶，不同教派也有各自的搭配，長袍除了全黑也可以是全白、藍白、全灰、棗紅、淺藍、深藍、紅色等，不同修會、修道院會有不同顏色。
修女及修士是基督教中离家进修会的信徒，並非神職人員。正式而言，神職人員三級制度包含：主教、司鐸（神父）與執事。

## 著名修會
- 嘉諾撒仁愛女修會 （Canossian Daughters of Charity）
- 母佑會女修會(慈幼女修會)
- 玛利诺外方传教会的瑪利諾女修會（The Maryknoll Sisters of St. Dominic）
- 加爾默羅會的嘉爾默羅跣足女修會(Sisters of the Discalced Carmelite Order)
- 瑪利亞方濟各傳教修會(Franciscan Missionaries of Mary)

## 教內电影作品
- 《大德蘭修女》
- 《Something Beautiful for God》
- 《愛無止盡德蕾莎》

## 衍生教外电影作品
- 《修女傳》
- 《修女也疯狂》、《修女也疯狂2》
- 《鬼修女》、《鬼修女II》
- 《修女伊达》
- 《死亡修女》

## 軼事

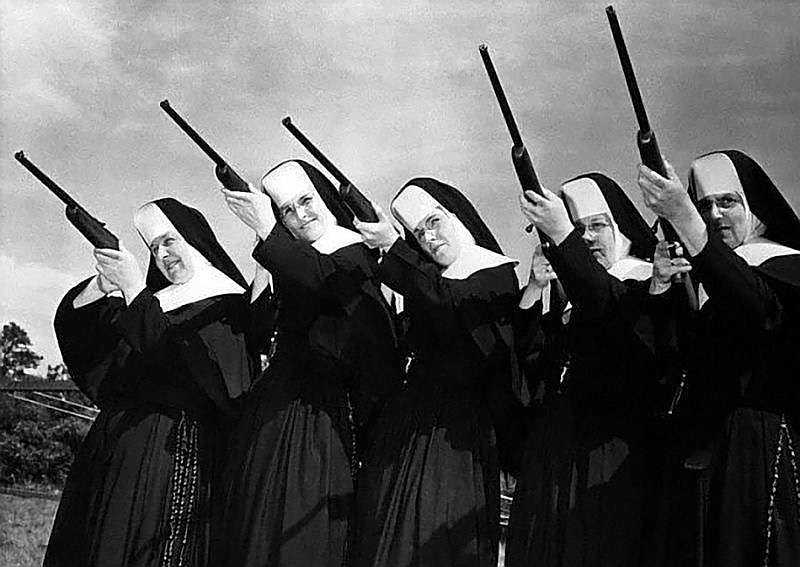
美国修女试射新步枪

修女終身不能結婚，因此以前常招致人們的好奇，有許多中古世紀小說（如《十日談》）便談論相關議題。
修女曾经有组织的修女步枪队，但在1938年二月，教宗庇护十一世在位时解散。此为往后其他媒体中常有持枪修女这形象的原型。